# 대산문학상
대산문학상(大山文學賞)은 1993년, 교보생명 창업자인 대산 신용호(1917~2003)가 창작문화 창달과 한국문학의 세계화에 기여하기 위해 제정한 문학상이다. '대산문화재단'이 주관한다. 시상부문은 시(시조), 소설, 희곡, 평론, 번역이며 총상금은 2억 원(부문별 5천만 원, 평론과 번역은 격년 시상)이다. 시, 소설, 희곡 부문 수상작은 외국어로 번역, 출판을 지원한다.

## 시 부문 역대 수상자
| 수상년도      | 수상작                                      | 저자   | 번역출판현황  |
| ------------- | ------------------------------------------- | ------ | ------------- |
| 1993년 제1회  | 《내일의 노래》                             | 고은   | 독어          |
| 1994년 제2회  | 《죽지 않는 도시》                          | 이형기 | 스페인어      |
| 1995년 제3회  | 《미시령 큰바람》                           | 황동규 | 영어          |
| 1996년 제4회  | 《세상의 나무들》                           | 정현종 | 영어          |
| 1997년 제5회  | 《들림, 도스토예프스키》                    | 김춘수 | 영어/스페인어 |
| 1998년 제6회  | 《어머니와 할머니의 실루엣》                | 신경림 | 독어          |
| 1999년 제7회  | 《어느 날 나는 흐린 주점에 앉아 있을 거다》 | 황지우 | 독어          |
| 2000년 제8회  | 《그로테스크》                              | 최승호 | 스페인어      |
| 2001년 제9회  | 《지리산》                                  | 이성부 |               |
| 2002년 제10회 | 《花開》                                    | 김지하 |               |
| 2003년 제11회 | 《처음 만나던 때》                          | 김광규 |               |
| 2004년 제12회 | 《아, 입이 없는 것들》                      | 이성복 |               |
| 2005년 제13회 | 《파문》                                    | 김명인 |               |
| 2006년 제14회 | 《가만히 좋아하는》                         | 김사인 |               |
| 2007년 제15회 | 《새벽 세 시의 사자 한 마리》               | 남진우 |               |
| 2008년 제16회 | 《당신의 첫》                               | 김혜순 |               |
| 2009년 제17회 | 《고양이가 돌아오는 저녁》                  | 송찬호 |               |
| 2010년 제18회 | 《쓸쓸해서 머나먼》                         | 최승자 |               |
| 2011년 제19회 | 《종이》                                    | 신달자 |               |
| 2012년 제20회 | 《그 모든 가장자리》                        | 백무산 |               |
| 2013년 제21회 | 《훔쳐가는 노래》                           | 진은영 |               |
| 2014년 제22회 | 《체 게바라 만세》                          | 박정대 |               |
| 2015년 제23회 | 《마흔두 개의 초록》                        | 마종기 |               |
| 2016년 제24회 | 《영원이 아니라서 가능한》                  | 이장욱 |               |
| 2017년 제25회 | 《여수》                                    | 서효인 |               |
| 2018년 제26회 | 《Lo-fi》                                   | 강성은 |               |
| 2019년 제27회 | 《나는 이름이 있었다》                      | 오은   |               |

## 소설 부문 역대 수상자
| 수상년도    | 수상작                         | 저자   | 번역출판현황         |
| ----------- | ------------------------------ | ------ | -------------------- |
| 1993년 1회  | 《생의 이면》                  | 이승우 | 불어/독일어/스페인어 |
| 1994년 2회  | 《흰 옷》                      | 이청준 | 불어                 |
| 1995년 3회  | 《내 영혼의 우물》             | 최인석 | 독어/불어            |
| 1996년 4회  | 《남녘사람 북녁사람》          | 이호철 | 영어/스페인어        |
| 1997년 5회  | 《그 산이 정말 거기 있었을까》 | 박완서 | 스페인어             |
| 1998년 6회  | 《홍어》                       | 김주영 | 영어/독어            |
| 1999년 7회  | 《베네치아에서 만난 사람》     | 서정인 | 불어/독어            |
| 2000년 8회  | 《두물머리》                   | 이윤기 |                      |
| 2001년 9회  | 《손님》                       | 황석영 | 영어/불어/스페인어   |
| 2002년 10회 | 《객수산록》                   | 김원우 |                      |
| 2003년 11회 | 《사람의 향기》                | 송기원 |                      |
| 2004년 12회 | 《소라단 가는 길》             | 윤흥길 |                      |
| 2005년 13회 | 《나는 유령작가입니다》        | 김연수 |                      |
| 2006년 14회 | 《그 여자의 자서전》           | 김인숙 |                      |
| 2007년 15회 | 《남한산성》                   | 김훈   |                      |
| 2008년 16회 | 《나가사키 파파》              | 구효서 |                      |
| 2009년 17회 | 《고산자》                     | 박범신 |                      |
| 2010년 18회 | 《새벽의 나나》                | 박형서 |                      |
| 2011년 19회 | 《이별하는 골짜기》            | 임철우 |                      |
| 2012년 20회 | 《어떤 작위의 세계》           | 정영문 |                      |
| 2013년 21회 | 《여인들과 진화하는 적들》     | 김숨   |                      |
| 2014년 22회 | 《아들의 아버지》              | 김원일 |                      |
| 2015년 23회 | 《계속해보겠습니다》           | 황정은 |                      |
| 2016년 24회 | 《유령의 시간》                | 김이정 |                      |
| 2017년 25회 | 《디어 랄프 로렌》             | 손보미 |                      |
| 2018년 26회 | 《아홉번째 파도》              | 최은미 |                      |
| 2019년 27회 | 《단순한 진심》                | 조해진 |                      |

## 희곡 부문 역대 수상자
| 수상년도    | 수상작                                       | 저자   | 번역출판현황 |
| ----------- | -------------------------------------------- | ------ | ------------ |
| 1993년 1회  | 《심청이는 왜 두 번 인당수에 몸을 던졌는가》 | 오태석 | 영어/독어    |
| 1995년 3회  | 《문제적 인간 - 연산》                       | 이윤택 | 불어         |
| 1996년 4회  | 《영월행 일기》                              | 이강백 | 독어         |
| 1998년 6회  | 《돌아서서 떠나라》                          | 이만희 | 불어         |
| 1999년 7회  | 《千年의 바람》                              | 노경식 | 불어         |
| 2001년 9회  | 《화려한 가출》                              | 이근삼 |              |
| 2002년 10회 | 《돐날》                                     | 김명화 |              |
| 2004년 12회 | 《405호 아줌마는 참 착하시다》               | 박상현 |              |
| 2006년 14회 | 《경숙이 경숙 아버지》                       | 박근형 |              |
| 2007년 15회 | 《열하일기 만보》                            | 배삼식 |              |
| 2008년 16회 | 《짐》                                       | 정옥근 |              |
| 2010년 18회 | 《1동 28번지》 《차숙이네》                  | 최진아 |              |
| 2011년 19회 | 《미친극》                                   | 최치언 |              |
| 2013년 21회 | 《칼집속에 아버지》                          | 고연옥 |              |
| 2014년 22회 | 《폐허에서 꿈꾸다》                          | 남진우 |              |
| 2015년 23회 | 《알리바이 연대기》                          | 김재엽 |              |
| 2017년 25회 | 《불역쾌재》                                 | 장우재 |              |
| 2019년 27회 | 수상작 없음                                  |        |              |

## 평론 부문 역대 수상자
| 수상년도    | 수상작                               | 저자   |
| ----------- | ------------------------------------ | ------ |
| 1993년 1회  | 《현대문학을 보는 시각》             | 백낙청 |
| 1994년 2회  | 《시인의 보석》                      | 김우창 |
| 1995년 3회  | 《문학의 즐거움》                    | 유종호 |
| 1997년 5회  | 《새로운 글쓰기와 문학의 진정성》    | 김병익 |
| 1998년 6회  | 《1990년대 문학의 담론》             | 조남현 |
| 1999년 7회  | 《시적 인간과 생태적 인간》          | 김종철 |
| 2000년 8회  | 《그리움으로 짓는 문학의 집》        | 오생근 |
| 2001년 9회  | 《문학의 귀환》                      | 최원식 |
| 2002년 10회 | 《우리 小說과의 대화》               | 김윤식 |
| 2004년 12회 | 《길 찾기, 길 만들기》               | 황광수 |
| 2005년 13회 | 《문학이라는 것의 욕망》             | 정과리 |
| 2006년 14회 | 《진흙 천국의 시적 주술》            | 최동호 |
| 2007년 15회 | 《비평극장의 유령들》                | 김영찬 |
| 2008년 16회 | 《의미의 위기》                      | 김인환 |
| 2009년 17회 | 《익명의 사랑》                      | 이광호 |
| 2010년 18회 | 《상처와 치유》                      | 김치수 |
| 2011년 19회 | 《문학과 시대현실》                  | 염무웅 |
| 2012년 20회 | 《잘 표현된 물행》                   | 황현산 |
| 2017년 24회 | 《흔들리는 사이 언뜻 보이는 푸른빛》 | 정홍수 |

## 번역 부문 역대 수상자
| 수상년도    | 수상작                                                                                               | 저자                                                    | 번역출판현황      |
| ----------- | --- | ------------------------------------------------------- | ----------------- |
| 1993년 1회  | 《Pine River and lone Peak》(《조선 3인 시선집》영역)                                                | 이학수                                                  |                   |
| 1994년 2회  | 《La Place》(최인훈,『광장』불역)                                                                    | 최윤·파트릭 모리스                                      |                   |
| 1995년 3회  | 《The poet》(이문열,『시인』영역)                                                                    | 정종화·안선재                                           |                   |
| 1996년 4회  | 《Windbestattung》(황동규,『풍장』독역)                                                              | 김미혜·실비아 브래잴                                    |                   |
| 1999년 7회  | 《Le Chante de la fidele Chunhyang》(《열녀춘향수절가》불역)                                         | 최미경·장 노엘 주테                                     |                   |
| 2000년 8회  | 《L'Enverse de la Vie》(이승우,『생의 이면』불역)                                                    | 고광단·장 노엘 주테                                     |                   |
| 2001년 9회  | 《Talgung》(서정인,『달궁』 불역)                                                                    | 이인숙·김경희·마리즈 부르뎅                             |                   |
| 2002년 10회 | 《Everlasting Empire》(이인화,『영원한 제국』 영역)                                                  | 유영난                                                  |                   |
| 2003년 11회 | 《Vogel》(오정희,『새』독역)                                                                         | 김에델·김선희                                           | 독일 Pendragon 刊 |
| 2004년 12회 | 《이상 시선집》(이상作) A vista de cuervo y otros poernas                                            | 박황배                                                  | 스페인 Verburn 刊 |
| 2005년 13회 | 《만해 한용운 시선》(한용운作) Everything Yearned for: Manhae's Poerns of Love and Longing           | 프란시스카 조                                           |                   |
| 2006년 14회 | 《Le vieux jardin》(황석영, 『오래된 정원』)                                                         | 정은진·자크 바틸리요                                    | 프랑스 Zulma 刊   |
| 2007년 15회 | 《한씨 연대기》(황석영作) Die Geschichte des Herrn Han                                               | 강승희·오동식·토르스텐 차이악                           |                   |
| 2009년 17회 | 《저기 소리없이 한 점 꽃잎이 지고》(최윤作) There a Petal Silently Falls: There Stories by Ch'oe Yun | 부르스 풀턴·주찬 풀턴·김기청                            |                   |
| 2010년 18회 | 《미쳐버리고 싶은, 미쳐지지 않는》(이인성作) Interdit de folie                                       | 최애영·장 벨맹 노엘                                     |                   |
| 2011년 19회 | 《칼의 노래》(김훈)作) Schwertgesang                                                                 | 하이디 강·안소현                                        |                   |
| 2012년 20회 | 《나무를 비탈에 서다》(황순원作) Los arboles en la cuesta                                            | 고혜선·프란시스코 카란사                                |                   |
| 2013년 21회 | 《열하일기》(박지원作) The Jehol Diary                                                               | 최양희                                                  |                   |
| 2014년 22회 | 《그 많던 싱아는 누가 다 먹었을까》 Hors les murs                                                    | 엘렌 르브랭                                             |                   |
| 2015년 23회 | 독역《Vaseline-Buddha 바셀린 붓다》 Hors les murs                                                    | 얀 헨릭 디륵스(Jan Henrik Dirks) 독일어                 |                   |
| 2016년 24회 | 스페인어역《La Panadería Encantada 위저드 베이커리》(구병모 作)                                      | 정민정 • 이르마 시안자 힐 자녜스(IRMA ZYANYA GIL YAÑEZ) |                   |
| 2017년 25회 | 영역《한국시선집 : 조선시대'(The Book of Korean Poetry : CHOSUN DYNASTY)》                           | 케빈 오록(78)                                           |                   |
| 2019년 27회 | 《새벽의 나나》(박형서 원작)                                                                         | 윤선영·필립 하스                                        |                   |